# Sigmund Fraenkel (Chemiker)
Sigmund Fraenkel (* 22. Mai 1868 in Krakau; † 7. Juni 1939 in Genf) war ein österreichischer Chemiker und Pharmakologe.

## Leben
Sigmund Fraenkel, Sohn von Oskar Fränkel und seiner Frau Regina, geb. Horowitz,  besuchte das Gymnasium in Graz und studierte anschließend an den Universitäten von Wien, Freiburg, Prag, Cambridge und Straßburg Medizin. 1892 wurde er an der Universität Wien promoviert. Er forschte auf dem Gebiet der physiologischen Chemie und wurde 1904 Leiter des Laboratoriums der Spiegler-Stiftung. 1916 wurde er außerordentlicher Professor für medizinische Chemie an der Universität Wien. Fraenkel unternahm Forschungsreisen nach Asien, Afrika und Nordamerika und beschäftigte sich vor allem mit Fragen der physiologischen Chemie.
Er war von 1919 bis 1927 sozialdemokratisches Mitglied des Wiener Gemeinderats und engagierte sich für den Bau der Wasserkraftwerke Opponitz und Gaming. 

## Werke
- Die Arzneimittel-Synthese auf Grundlage der Beziehungen zwischen chemischen Aufbau und Wirkung : für Ärzte, Chemiker und Pharmazeuten. Berlin, 3. Auflage 1912  Digitalisierte Ausgabe der Universitäts- und Landesbibliothek Düsseldorf
- Praktikum der medizinischen Chemie einschliesslich der forensischen Nachweise für Mediziner und Chemiker. Urban & Schwarzenberg, Berlin/Wien 1918.
- Die Arzneimittel-Synthese. Auf Grundlage der Beziehungen zwischen chemischem Aufbau und Wirkung. Für Ärzte, Chemiker und Pharmazeuten. 6. umgearb. Auflage. Julius Springer, Berlin 1927.